# Parenthood
 Parenthood és una comedia dramàtica estatunidenca dirigida per Ron Howard, estrenada el 1989.

## Argument
Gil, Helen, Susan i Larry Buckman han patit durant la seva infantesa d'haver estat abandonats per l'escarràs de feina que és el seu pare Frank i es prometen ser millors pares.
Gil, responsable de vendes frustrat i neuròtic malalt de ser mal considerat en la seva feina, està casat amb Karen, amb quin ha tingut tres fills, entre els quals Kevin, el gran, que pateix problemes emocionals que podrien requerir ser enviat a un establiment especialitzat.
Divorciada i mare de dos adolescents, Helen ha de superar els problemes dels seus fills: la gran, Julie, està enamorada de Tod, un jove immadur i el fill petit, Garry, pateix de l'absència paterna i mira d'amagat vídeos pornogràfics.
Susan, professora de ciències naturals, està casada amb Nathan, intel·ligent científic que vol fer de la seva filla de tres anys una superdotada.
Pel que fa a Larry, és l'ovella negra de la família, va fent martingales i abandonat per la seva amant, que li deixa la custòdia del seu fill. A més, deu diners per deutes de jocs.

## Repartiment
- Steve Martin: Gil Buckman
- Mary Steenburgen: Karen Buckman
- Dianne Wiest: Helen Buckman
- Jason Robards: Frank Buckman
- Rick Moranis: Nathan Huffner
- Tom Hulce: Larry Buckman
- Martha Plimpton: Julie Buckman
- Keanu Reeves: Tod Higgins
- Harley Jane Kozak: Susan Buckman
- Dennis Dugan: David Brodsky
- Joaquin Phoenix: Garry Buckman-Lampkin
- Eileen Ryan: Marilyn Buckman
- Helen Shaw: Àvia
- Jasen Fisher: Kevin Buckman
- Paul Linke: George Bowman
- Alisan Porter: Taylor Buckman
- Zachary La Voy: Justin Buckman
- Ivyann Schwan: Patty Huffner
- Alex Burrall: Cool Buckman
- Lowell Ganz: Stan
- Rance Howard: Dean a la Universitat
- Max Elliott Slade: Gil Buckman (de jove)
- Clint Howard: Lou
- Erika Rafuls: Amy
- Jordan Kessler: Matt
- Billy Cohen: Eddie
- Isabel Cooley: Barbara Rice
- Greg Gerard: Doctor Lucas
- Paul Keeley: Kevin Buckman (21 anys)
- Richard Kuhlman: Frank Buckman (de jove)

## Rebuda
La pel·lícula va ser ben rebuda per la crítica, obtenint un percentatge del 93% al lloc web Rotten Tomatoes, amb una nota mitjança de 7.2 i ha trobat un enorme èxit en la seva estrena a sales amb més de 100 milions de dòlars de recaptacions als Estats Units, arribant a ser el 9è èxit de l'any 1989, i 126,3 milions de dòlars de recaptacions al món, classificant-se quinzena, sent el 15è major èxit mundial el 1989.

## Al voltant de la pel·lícula
- Parenthood  és l'última pel·lícula de Helen Shaw, qui interpreta l'àvia Buckman.
- Segons Ron Howard, l'escena on Helen (Dianne Wiest) descobreix les fotos de nus de la seva filla, és inspirada en un incident en relació amb el productor Brian Grazer.[4]
- Van ser adaptades dues sèries de televisió a conseqüència de la pel·lícula: la primera, el 1990 (on un cert Leonardo DiCaprio feia els seus començaments), va ser anul·lada al final d'una temporada, mentre que la segona, el 2010, ha trobat una acollida de la crítica i del públic favorables i és en difusió.
- Martha Plimpton, que encarna la germana del personatge de Joaquin Phoenix, era l'amiga del seu germà, River,[4] que era igualment el millor amic de Keanu Reeves.
- Parenthood  va ser el gran èxit comercial de Ron Howard i de Steve Martin.

## Premis i nominacions

### Nominacions
- 1990. Oscar a la millor actriu secundària per Dianne Wiest
- 1990. Oscar a la millor cançó original per Randy Newman amb la cançó "I Love to See You Smile"
- 1990. Globus d'Or a la millor cançó original per Randy Newman amb la cançó "I Love to See You Smile"
- 1990. Globus d'Or al millor actor musical o còmic per Steve Martin
- 1990. Globus d'Or a la millor actriu secundària per Dianne Wiest
- 1990. Grammy a la millor cançó escrita per pel·lícula o televisió per Randy Newman amb la cançó "I Love to See You Smile"